# Dolnji Slaveči
Dolnji Slaveči (madžarsko Alsócsalogány, prekmursko Dolenji Slaveči, ali Spoudnji Slaveči, nemško Unter Slabitsch) so naselje v Občini Grad. Na Dolnjem Slaveč se je rodil Mikloš Küzmič pisatelj, prevajalec in dekan Slovenske okrogline.

## Prireditve
- Leta 1981,  1988 Borovo gostüvanje.